# 恋したっていいじゃない
「恋したっていいじゃない」（こいしたっていいじゃない）は、1988年4月21日にEPIC/SONY RECORDS (現・エピックレコードジャパン)より発売された渡辺美里の10枚目のシングル。

## 概要
表題曲は本人出演のUCC上島珈琲缶コーヒーキャンペーンCMソング。オリコン初登場3位、最高2位。首位獲得こそならなかったものの6週に亘りTOP3をキープするヒットとなった。ちなみに仮タイトルはサビのフレーズの「D・A・T・E」（ディーエーティーイー）だった。
制作陣は、「BREATH」「Boys kiss Girls」「バースデイ」などの渡辺美里の他の楽曲も手掛けている作曲・伊秩弘将、編曲・清水信之のコンビである。岡村靖幸がバックコーラスに、佐橋佳幸がギター及びバックコーラスとして参加している。

## 収録曲
1. 恋したっていいじゃない
作詞: 渡辺美里、作曲: 伊秩弘将、編曲: 清水信之
2. eyes (Live Version)
作詞: 戸沢暢美、作曲: 木根尚登
  - 1987年に行われたアリーナツアー“SPECIAL CONCERT「OH!」”からの音源。